# Івановка (Зубово-Полянський район)
Іва́новка (рос. Ивановка, ерз. Иван Веле) — присілок у складі Зубово-Полянського району Мордовії, Росія. Входить до складу Мордовсько-Полянського сільського поселення.
Населення — 35 осіб (2010; 54 у 2002).
Національний склад станом на 2002 рік:
- мордва — 100 %